# Franz Schnopfhagen (Komponist)
Franz Schnopfhagen (* 10. März 1888 in St. Veit im Mühlkreis; † 9. November 1967 in Linz) war ein österreichischer Arzt und Komponist. 

## Leben und Wirken
Schnopfhagen war ein Sohn von Hans Schnopfhagen. Er studierte Medizin an den Universitäten Wien und Innsbruck. 1914 wurde er zum Kriegsdienst eingezogen und geriet in russische Kriegsgefangenschaft, aus der er 1921 zurückkehrte und sein Medizinstudium abschloss.  
Ab 1923 war er Gemeindearzt in Altenfelden. Am 1. Mai 1932 trat er der NSDAP bei (Mitgliedsnummer 903.973). Er übersiedelte 1938 von Altenfelden nach Linz, wo er mit seiner Familie in einem arisierten Haus in der Scharitzerstraße 12 wohnte. Er war Leiter der Fachschaft für Komponisten in der Reichsmusikkammer und fungierte als städtischer Beirat für Musikpflege und Konzertwesen.
Bis zu seiner Pensionierung 1953 war er im Gesundheitswesen u. a. als Chefarzt der Ortskrankenkasse Linz tätig. In seiner Funktion als Vorstand des Oberösterreichischen Volksliedwerkes sammelte er Landler und andere Volkstänze. Schnopfhagen war u. a. Mitglied der Mühlviertler Künstlergilde und der Innviertler Künstlergilde.

## Werke als Komponist
Mehr als einhundert Vertonungen, darunter ein Streichquartett, 2 Sonaten, eine Kammersymphonie und etliche Deutsche Tänze und zahlreiche Lieder zu Texten namhafter Schriftsteller.

## Auszeichnungen
- Musikpreis der Stadt Linz (1944)
- Ehrenringträger der Stadt Linz (1958 oder 1959)[5]